# Liste der Monuments historiques in Rizaucourt-Buchey
Die Liste der Monuments historiques in Rizaucourt-Buchey führt die Monuments historiques in der französischen Gemeinde Rizaucourt-Buchey auf.

## Liste der Objekte
| Bezeichnung                                                              | Beschreibung | Standort                                                      | Kennzeichnung | Schutzstatus | Datum | Bild |
| ------------------------------------------------------------------------ | --- | ------------------------------------------------------------- | ------------- | ------------ | ----- | ---- |
| Hauptaltar                                                               | Altartisch, Retabel und Skulptur eines heiligen Bischofs; Holz, farbig gefasst und vergoldet, zweite Hälfte des 18. Jahrhunderts | Rizaucourt, in der Kirche Notre-Dame-en-son-Assomption (Lage) | PM52001051    | Classé       | 1965  |      |
| Zwei Skulpturen: Heiliger Nikolaus und heilige Katharina von Alexandrien | Holz, farbig gefasst und vergoldet, nicht datiert                                                                                | Rizaucourt, in der Kirche Notre-Dame-en-son-Assomption (Lage) | PM52001921    | Inscrit      | 2007  |      |
| Skulptur Madonna mit Kind                                                | Holz, farbig gefast und vergoldet, zweite Hälfte des 18. Jahrhunderts                                                            | Rizaucourt, in der Kirche Notre-Dame-en-son-Assomption (Lage) | PM52001050    | Classé       | 1965  |      |
| Skulptur Heilige Kolumba                                                 | Stein oder Holz, farbig gefasst und vergoldet, 16. oder 17. Jahrhundert                                                          | Buchey, in der Kirche Ste-Colombe (Lage)                      | PM52001049    | Classé       | 1965  |      |